# Bezwyznaniowość w Stanach Zjednoczonych

Religijność w Północnej Ameryce

Bezwyznaniowość w Stanach Zjednoczonych – tradycje bezwyznaniowości w Stanach Zjednoczonych są najsilniejsze na Zachodzie. Kilka zachodnich stanów określono mianem pasa bezwyznaniowego. W 2012 roku 26% mieszkańców Zachodu, 21% Północnego Wschodu, 19% Środkowego Zachodu i 15% mieszkańców Południa określiło siebie jako niereligijnych.

## Udział procentowy w społeczeństwie
Według Instytutu Gallupa w 2008 roku dla 34% Amerykanów religia nie była ważną częścią ich życia. Według badań przeprowadzonych przez Barna Group w 2007 roku 20 milionów Amerykanów określiło siebie jako agnostyków bądź nieposiadających wiary, z czego 5 milionów określiło siebie jako ateistów. Według badań przeprowadzonych przez American Religious Identification Survey (ARIS) 34,8 miliona Amerykanów (15,2%) nie jest związanych z żadną religią.
W latach 2007–2012 liczba ludzi niereligijnych wzrosła o 20%. 48% Amerykanów stwierdziło (spośród 4000 badanych), że jest to złe zjawisko, 39% że nie powoduje żadnej różnicy. Prawie jedna piąta badanych (19%) określających siebie jako niereligijni oceniła zjawisko wzrostu jako złe, 1/4 jako dobre (24%), a ponad połowa (55%), że nie powoduje żadnej różnicy. Największy procent negatywnych ocen tego zjawiska pada ze strony białych ewangelikalnych chrześcijan (78%). Wśród hiszpańsko-języcznych katolików 36% oceniło to zjawisko jako złe.
Według badań z roku 2012 20% białych, 16% latynosów i 15% Afroamerykanów nie było związanych z żadną religią.

## Niewiara wśród naukowców
Badania przeprowadzane w Stanach Zjednoczonych wśród tamtejszych naukowców dowodzą, że wiara w Boga jest odwrotnie skorelowana z posiadaniem wykształcenia naukowego. Według badań statystycznych z 1914 odsetek naukowców w USA negujących bądź wątpiących w istnienie Boga wynosił 58%, podczas gdy wśród naukowców „wybitnych” odsetek ten wynosił 70%. W takich samych badaniach statystycznych powtórzonych w 1934 roku odsetki te powiększyły się odpowiednio do 67% i 85%. Wpływ „wybitności” albo jej brak na religijność został dalej zbadany w 1998 roku. Wedle ankiety przeprowadzonej wśród członków National Academy of Sciences (wśród jej 2100 członków i 380 zagranicznych współpracowników jest niemal 200 zdobywców nagrody Nobla; dla porównania, wśród wszystkich absolwentów uniwersytetów Cambridge i oksfordzkiego od 1901 roku jest łącznie 140 laureatów), 7% z nich wierzyło w Boga. Badania statystyczne przeprowadzone w 1996 roku, a opublikowane w Nature wskazały, że wśród naukowców 1/3 jest ateistami, 1/3 agnostykami, 1/3 teistami. Badania statystyczne przeprowadzone w latach 2005–2006 ujawniły, iż jako niewierzący bądź wątpiący deklaruje się 64% naukowców (w tym 34% całkowicie odrzuca istnienie siły nadprzyrodzonej, a 30% twierdzi, że nie wie i nie ma możliwości poznania, czy istnieje jakaś siła nadprzyrodzona). Dalsze badania statystyczne potwierdziły, że im członek uniwersytetu jest na nim dłużej, tym szansa, że jest ateistą jest większa. 
Wyniki badań statystycznych wskazują również, że istnieje istotna rozbieżność pomiędzy odsetkiem niewierzących wśród profesorów nauk przyrodniczych a odsetkiem niewierzących wśród profesorów nauk społecznych. Korelację między wykształceniem naukowym a niewiarą w Boga odzwierciedla też fakt, że według statystyk, podczas gdy 1/3 amerykańskich naukowców nie wierzy w Boga (37,6% dla przedstawicieli nauk ścisłych, 31,2% dla przedstawicieli nauk humanistycznych), wśród przeciętnych obywateli USA odsetek ten wynosi od 8% do 14%. Wnioski te potwierdza badanie Pew Research Center z 2009 roku.

## W polityce
Według sondaży biali Amerykanie niezwiązani z żadną religią głosują na Partię Demokratyczną, podczas gdy religijni biali Amerykanie głosują na Partię Republikańską. W wyborach prezydenckich z 2008 71% niereligijnych białych oddało głos na Baracka Obamę, podczas gdy 74% białych ewangelikalnych na Johna McCaina.
W styczniu 2007, kalifornijski kongresmen Pete Stark został pierwszym członkiem Kongresu, który publicznie przyznał się do ateizmu. W styczniu 2013 Kyrsten Sinema została pierwszą kobietą członkinią Kongresu, która przyznała się, że nie jest teistką. Reprezentuje stan Arizona.

## Filantropia i tolerancja
Robert D. Putnam, profesor z Harvard University wykazał, że religijni Amerykanie są trzy lub cztery razy bardziej chętni do uczestniczenia w akcjach dobroczynnych i charytatywnych, uczęszczają na publiczne spotkania, głosują w lokalnych wyborach, uczestniczą w demonstracjach i wiecach politycznych. Z drugiej strony badania wykazały, że ludzie religijni są mniej tolerancyjni.
Większość Amerykanów nie darzy zaufaniem ludzi niereligijnych. Jednak badania rozmaitych grup wykazały, że Amerykanie nie umieszczają ateistów na czele listy najbardziej problemowych mniejszości. Według Religion and Public Life Survey (2002) 54 procent Amerykanów nie darzy zaufaniem ateistów, a 28 procent ma nie najlepszą opinię o osobach niereligijnych.

## Wiara a moralność
O ile wśród generalnej populacji USA udział zadeklarowanych ateistów wynosi 1,6%, a agnostyków i osób niedeklarujących związku z żadną religią 14,5%, to w wśród osadzonych w więzieniach osoby deklarujące ateizm stanowią 0,21% spośród osób deklarujących swoje wyznanie. Zaznaczyć jednak należy, że o 19,74% więźniów jest brak informacji o stosunku do religii.
Według badań Pew Research Center bycie osobą religijną koreluje dodatnio z przyzwoleniem, by używać tortur jako narzędzia do wydobywania informacji. Zgodnie z ich wynikami 63% populacji USA zezwala na użycie tortur, podczas gdy u osób świeckich odsetek ten wynosi 51%, wśród protestantów 65%, a wśród katolików – 72%.
Według badań statystycznych Gallup Poll osoby wyznające katolicyzm i protestantyzm częściej popierają karę śmierci od osób bez preferencji religijnych. Zgodnie z ich wynikami z końca 2004 roku, poparcie dla kary śmierci wśród protestantów wynosi 71%, wśród katolików 66%, a wśród osób bez religijnych preferencji – 57%. W przypadku praktyk religijnych odsetek osób popierających karę śmierci wynosi 59% wśród osób praktykujących i 73% wśród osób niepraktykujących. Odsetek osób wierzących popierających karę śmierci najczęściej nie przewyższa znacząco średniej danej populacji. Takie wyniki mogą wynikać z tego, że zakaz kary śmierci jako uniwersalny standard wyszedł z laickich źródeł.
Według badań statystycznych przeprowadzonych w USA rozwody wśród osób wierzących (poza katolikami i luteranami) są częstsze niż w przypadku ateistów i agnostyków. Zgodnie z ich wynikami, częstotliwość rozwodów wśród żydów wynosi 30%, wśród ewangelikalnych protestantów – 27%, wśród pozostałych chrześcijan – 24%, a wśród agnostyków i ateistów – 21%. Ron Barrier, członek stowarzyszenia Amerykańscy Ateiści, tak skomentował te wyniki:

Te wyniki potwierdzają to, co mówiliśmy od zawsze. Pretensje grup religijnych do „wyższej moralności” nie znajdują odzwierciedlenia w badaniach. W ateizmie, mężczyźni i kobiety są równie odpowiedzialni za zdrowie małżeństwa. W etyce ateistycznej nie ma miejsca na nonsensy o „uległości” głoszone przez zarówno grupy baptystyczne i inne chrześcijańskie, jak i żydowskie. Ateiści odrzucają – zresztą słusznie – te prymitywne patriarchalne postawy wobec małżeństwa obecne w wielu religiach.

Strayhorn i Strayhorn (2009) w oparciu o publicznie dostępne dane wykazali, że zwiększona religijność obywateli USA była silnie i pozytywnie związana z ciążami nastolatek: r = 0,73 (p < 0,0005). Jednocześnie, silniejsza religijność była negatywnie związana z aborcją: r = -0,45, p = 0,002.
W 1997 przeprowadzono badania wśród osadzonych w więzieniach przestępców. Liczba wszystkich osadzonych w więzieniach wynosiła 96 968 osób, z tej liczby 18 381 osób odmówiło odpowiedzi na pytanie o swój stosunek do religii. Jako ateistów określiło siebie 156 więźniów, co stanowiło 0,209% osadzonych. Najliczniejszą grupę stanowili katolicy (29 267 osób i 39,164%). Pozostałe grupy: protestanci (26 162 osoby i 35,008%), muzułmanie (5435 osób i 7,273%), amerykańscy Indianie (2408 osób i 3.222%), narodowcy (1734 osoby i 2,320%), Ruch Rastafari (1485 osób i 1,987%), Żydzi (1325 osób i 1,773%), wyznawcy kościołów Chrystusowych (1303 osoby i 1,744%), zielonoświątkowcy (1093 osoby i 1,463%), buddyści (882 osoby i 1,180%), Świadkowie Jehowy (665 osób i 0,890%), adwentyści (621 osób i 0,831%), prawosławni (375 osób i 0,502%), mormoni (298 osób i 0,399%).